# 개벽 (영화)
개벽(開闢)은 1991년 공개된 대한민국의 영화로 동학 제 2대 교주 해월 최시형의 생애를 그린 작품이다.
작품은 배경은 수운 최제우의 죽음 이후부터 1898년까지 묘사되고 있다.
또 1895년에 일어난 동학혁명도 다루었다.
한편, 철학자 김용옥(호 도올)이 시나리오를 썼고 이 때문에 이덕화 (최시형 역)는 김용옥이 메인 MC를 맡은 KBS 2TV 도올학당 수다승철에 게스트로 출연했다.

## 줄거리
19세기 후반 한국의 동학 농민 혁명 지도자 최시형에 대한 영화.
이 영화는 조선 후기 종교 종파인 천도교의 수장 최시형의 삶을 중심으로 전개된다. 그는 당국에 끊임없이 쫓기고 괴롭힘을 당한다. 1864년, 천도교의 창시자이자 개혁가인 최제우는 "세상을 현혹하고 사람들을 속였다"는 혐의로 처형된다. 그의 후계자인 최시형은 점점 더 많은 사람들로부터 지지를 받기 시작한다. 그러자 그는 조정으로부터 탄압을 받게 된다. 그는 가족과 헤어져 태백산맥의 암자에 숨는다. 아내가 죽었다고 믿은 최시형은 아내에게 바쳐진 위패를 불태우고 산의 더 외딴 지역으로 도피한다.

## 배역
- 이덕화 : 해월 역
- 이혜영 : 해월 본처 역
- 김명곤 : 전봉준 역
- 송용태 : 어윤중 역
- 이석구 : 판옥 역
- 최동준 : 계동 역
- 김길호 : 수운 역
- 최종원 : 손화중 역
- 김학철 : 서현순 역
- 이기영 : 손천민 역
- 기정수 : 이무중 역
- 한영수 : 손병희 역
- 손호균 : 김개남 역
- 이기열 : 서인주 역
- 박웅 : 정석현 역
- 이석구 : 관옥 역

## 수상
- 1991년 제2회 춘사영화상
  - 감독상 - 임권택
  - 남우주연상 - 이덕화
  - 음악상 - 신병하
- 1991년 제12회 청룡영화상
  - 감독상 - 임권택
  - 촬영상 - 정일성
- 1992년 제30회 대종상
  - 최우수작품상
  - 남우주연상 - 이덕화
  - 미술상 - 도용우
  - 조명상 - 차정남
  - 특별상(연기) - 주상호
- 1992년 제28회 백상예술대상
  - 영화부문 인기상 - 이덕화